# Емір Мутарчич
Емір Мутарчич (27 травня 1960) — боснійський баскетболіст.
Бронзовий призер Олімпійських ігор 1984 року.
Бронзовий призер Чемпіонату світу 1986 року.